# Echinaspis
Echinaspis är ett släkte av skalbaggar. Echinaspis ingår i familjen vivlar.
Kladogram enligt Catalogue of Life:
| Echinaspis | \| \| Echinaspis wolcotti \| \| \| \| |
|            | \| \| Echinaspis wolcotti \| \| \| \| |
|            | Echinaspis wolcotti                   |
|            |                                       |